# Kenji Kitahara
Kenji Kitahara (北原 健二 Kitahara Kenji?,  nacido el 10 de mayo de 1976 en Nagano) es un exfutbolista japonés. Jugaba de centrocampista y su último club fue el Gunma FC Horikoshi de Japón.

## Trayectoria

### Clubes
| Club               | País  | Año         |
| ------------------ | ----- | ----------- |
| Omiya Ardija       | Japón | 1999        |
| Mito HollyHock     | Japón | 2000        |
| Gunma FC Horikoshi | Japón | 2001 - 2004 |